# Казанська єпархія
Каза́нська і Татарста́нська єпа́рхія — єпархія Російської Православної церкви на території Республіки Татарстан. 
Правлячий архієрей з 1988 року — архієпископ Анастасій Меткин. 

## Історія
Казанська єпархія Руської Православної церкви була заснована 3 квітня 1555 року, через три роки після підкорення Казанського ханства. Першим правлячим архієреєм став ігумен тверського Селижарова монастиря Гурій, що відправився в Казань з архімандритами Варсонофієм та Германом. 
Найважливішими подіями в житті Казанської єпархії були отримання 1579 року ікони Казанської Божої Матері, участь казанців в ополченні Мініна та Пожарського по благословенню патріарха Гермогена, колишнього Казанського митрополита та всеросійське прославляння Казанської ікони Божої Матері. 
На початку XIX століття було відкрито Казанське відділення Біблійного товариства для перекладів Священного писання на місцеві мови. У 1814 році на татарську мову був переведений Новий Заповіт, а у 1819 році — перша з старозавітних книг (Буття). 1847 року при Казанській духовній академії відкривається перекладацький комітет, 1854 року — три місіонерських відділення. Для підтримки місіонерської освіти 4 жовтня 1867 року було засновано православне братство святителя Гурія. 
Згідно з даними, які наводить професор Н. П. Загоскін, в кінці XIX століття в Казані «числяться 4 собори, 28 парафіяльних церков, 2 церкви, приписані до монастирів, 3 церкви військові і 22 будинкові церкви, всього 59 православних церков» і 7 монастирів в межах міста, з яких на цей момент 4 передані єпархії, Федоровський повністю знищений в XX столітті (на його місці НКЦ Казань); Спасо-Преображенський монастир (зберігся братський корпус, огорожа XIX століття, цоколь Преображенського собору) та Воскресенського (також іменувався Новий Єрусалим, зберігся храм XVIII століття) не діє. 
Протягом 1741 року місіонери зуміли хрестити по всій губернії 9159 людину, татар та башкирів було серед них всього 143 . Так чи інакше, місіонерство в Казанському краї мало в той час достатньо млявий характер, а діяльність Казанської Духовної Академії зводилася переважно до глибокого вивчення лінгвістичних та культурологічних аспектів буття народів Сходу. 

### Назви
- Казанська та Свиязька з 3 лютого 1555
- Казанська та Астраханська з 26 січня 1589
- Казанська та Свиязька з 1602
- Казанська та Симбірська з 16 жовтня 1799
- Казанська та Свиязька з 10 лютого 1832
- Казанська та Чистопольська 1949 — 1957
- Казанська та Марійська 1957 — 1993
- Казанська і Татарстанська з липня 1993

## Єпископи
1. Гурій (Руготін) (3 лютого 1555 — 5 грудня 1563)
2. Герман (Садирев-Полев) (12 березня 1564 — 6 листопада 1567)
3. Лаврентій I (2 лютого 1568 — 13 липня 1574)
4. Вассіан (14 лютого — 21 травня 1575)
5. Тихон (Хворостінін) (5 липня 1575 — 14 червня 1576)
6. Єремія (1576 — 1581)
7. Косма (29 грудня 1581 — 1583)
8. Тихон II (1583 — 23 березня 1589)
9. Гермоген (13 травня 1589 — 3 липня 1606)
10. Єфрем (Хвостов) (VIII.1606 — 26 грудня 1613)
11. Матфей (7 лютого 1615 — 13 січня 1646)
12. Симеон (або Симон) Серб (7 лютого 1646 — 26 вересня 1649)
13. Корнилій I (13 січня 1650 — 17 серпня 1656)
14. Лаврентій (26 липня 1657 — 11 листопада 1672)
15. Корнилій II (16 березня 1673 — 6 серпня 1674)
16. Іоасаф (6 вересня 1674 — 30 січня 1686)
17. Адріан (21 березня 1686 — 24 серпня 1690)
18. Маркелл (8 вересня 1690 — 21 серпня 1698)
19. Тихон (Воїнів) (25 березня 1699 — 24 березня 1724)
20. Сильвестр (Холмський-Волинець) (серпня 1725 — 30 грудня 1731)
21. Рогалевський Іларіон (16 квітня 1732 — 25 березня 1735)
22. Гавриїл (Руський) (17 вересня 1735 — 9 березня 1738)
23. Лука (Конашевич) (9 березня 1738 — 9 жовтня 1755)
24. Гавриїл (Кременецький) (20 жовтня 1755 — 25 липня 1762)
25. Веніамін (Пуцек-Григорович) (25 липня 1762 — 17 березні 1782)
26. Антоній (Герасимов-Зибелін) (25 квітня 1782 — 5 березня 1785)
27. Амвросій (Подобєдов) (27 березня 1785 — 16 жовтня 1799)
28. Серапіон (Олександрівський) (21 Жовтень 1799 — 11 грудня 1803)
29. Павло (Зернов) (18 грудня 1803 — 14 січня 1815)
30. Амвросій (Протасов) (7 лютого 1816 — 6 листопада 1826)
31. Іона (Павінскій) (6 листопада 1826 — 3 лютого 1828)
32. Філарет (Амфітеатров) (25 лютого 1828 — 19 вересня 1836)
33. Володимир (Ужінскій) (19 вересня 1836 — 1 березня 1848)
34. Григорій (Постніков) (1 березня 1848 — 1 жовтня 1856)
35. Афанасій (Соколов) (3 Листопад 1856 — 9 листопада 1866)
36. Антоній (Амфітеатров) (9 листопада 1866 — 8 листопада 1879)
37. Сергій (Ляпидевский) (11 січня 1880 — 21 серпня 1882)
38. Палладій (Раєв-Писарєв) (21 серпня 1882 — 29 вересня 1887)
39. Павло (Лебедєв) (29 вересня 1887 — 23 квітня 1892)
40. Володимир (Петров) (7 травня 1892 — 2 вересня 1897)
41. Арсеній (Брянцев) (4 жовтня 1897 — 8 лютого 1903)
42. Димитрій (Ковальницький) (8 лютого 1903 — 26 березня 1905)
43. Димитрій (Самбікін) (25 березня 1905 — 17 березня 1908)
44. Никанор (Кам'янський) (5 квітня 1908 — 27 листопада 1910)
45. Яків (П'ятницький) (10 грудня 1910 — 8 квітня 1920)
46. Олексій (Дородніцин) (1911 в/у, єп. Чистопольську)
47. Анатолій (Грисюк) (вересня 1918 — Квітень 1920, липень 1920 — лютого 1921)
48. Кирило (Смирнов) (8 квітня 1920 — 7 травня 1929)
49. Іоасаф (Удалов) (21 березня 1921 — 4 січня 1922, 21 серпня 1922 року — 15 травня 1923) в/у
50. Митрофан (Полікарпов) (нач. — листопад 1925) в/у, єп. Бугульминский
51. Іван (Широков) (1930) в/у, єп. Марійський
52. Афанасій (Малінін) (7 травня 1929 — 23 березня 1933)
53. Іриней (Шульмін) (23 березня — 11 серпня 1933) в/у, єп. Мамадишскій
54. Серафим (Александров) (11 серпня 1933 — 15 листопада 1936)
55. Венедикт (Плотніков) (20 грудня 1936 — лютого 1937)
56. Никон (Пурлевскій) (5 червня — 27 грудня 1937) 
1937 — 1942 — кафедра вдовувала
57. Андрій (Комаров) (26 серпня 1942 — 14 квітня 1944)
58. Іларій (Ільїн) (березня 1944 — 18 лютого 1946) в/в, єпископ Ульяновський та Мелекеський
59. Гермоген (Кожин) (18 лютого 1946 — 19 жовтня 1949)
60. Юстин (Мальцев) (20 жовтня 1949 — 4 квітня 1950)
61. Сергій (Корольов) (26 вересня 1950 — 18 грудня 1952)
62. Іов (Кресовіч) (28 січня 1953 — березня 1960)
63. Михайло (Воскресенський) (червні 1960 — 7 жовтня 1967)
64. Сергій (Голубцов) (7 — 23 жовтня 1967)
65. Михайло (Воскресенський) (23 жовтня 1967 — 25 липня 1975) повторно
66. Мелхиседек (Лебедєв) (25 липня — 19 серпня 1975) в/у
67. Пантелеімон (Мітрюковскій) (19 серпня 1975 — 30 листопада 1988)
68. Анастасій (Меткина) (із 11 грудня 1988 року)

## Сучасний стан
Останнім часом в Казанській Єпархії здійснюють служіння 280 священиків і 59 дияконів. Єпархія поділена на 22 благочинницьких округи, в яких діє 176 парафій, з них: міських — 59, сільських — 117, приписних — 23. В єпархії відновлено 9 монастирів, з яких: 7 чоловічих (в тому числі Раїфський Богородицький, Семиозерний Богородицький, Кізіческій Введенський, Казанський Богородицький, Казанський Іоанно-Предтеченський, Вознесенський Макарьевский, Свиязький Успенський, Свиязький Іоанно-Предтеченський (зараз — подвір'я Свиязького Успенського) і 2 жіночих (Зілантов Успенський та Елабужскій Казансько-Богородицький). 
Розвиваються національні (кряшенські, чуваські) парафії Казанської єпархії. Так, Тихвинський кряшенський прихід м. Казані, очолюваний протоієреєм Павлом Павловим займається видавничою, а також перекладацькою діяльністю, здійснюючи спільно з Російським біблійним товариством переклади Святого Письма на кряшенскіу мову.